# تیاگو میراسیما
تیاگو میراسیما (به پرتغالی: Thiago de Sousa Bezerra) هافبک اهل برزیل است که در شهر Miracema do Tocantins و در تاریخ ۸ دسامبر ۱۹۸۷ به دنیا آمده‌است.
تیاگو میراسیما در تیم‌های فوتبال Sampaio Corrêa سابقهٔ حضور دارد.